# Hannoverscher Sportverein von 1896 1966-1967
Questa voce raccoglie le informazioni riguardanti l'Hannoverscher Sportverein von 1896 nelle competizioni ufficiali della stagione 1966-1967.

## Stagione
Nella stagione 1966-1967 l'Hannover, allenato da Horst Buhtz, concluse il campionato di Bundesliga al 9º posto. In Coppa di Germania l'Hannover fu eliminato al primo turno dal Kaiserslautern.

## Rosa
| N. |                     | Ruolo | Calciatore           |
| -- | ------------------- | ----- | -------------------- |
|    | Germania (bandiera) | P     | Horst Grunenberg     |
|    | Germania (bandiera) | P     | Horst Podlasly       |
|    | Germania (bandiera) | D     | Peter Anders         |
|    | Serbia (bandiera)   | D     | Stevan Bena          |
|    | Germania (bandiera) | D     | Klaus Bohnsack       |
|    | Germania (bandiera) | D     | Bernd Kettler        |
|    | Germania (bandiera) | D     | Peter Kronsbein      |
|    | Germania (bandiera) | D     | Otto Laszig          |
|    | Germania (bandiera) | D     | Karl-Heinz Mülhausen |
|    | Germania (bandiera) | D     | Heinz Steinwedel     |
|    | Germania (bandiera) | D     | Rainer Stiller       |
|    | Germania (bandiera) | D     | Helmut Thomassek     |

| N. |                      | Ruolo | Calciatore          |
| -- | -------------------- | ----- | ------------------- |
|    | Germania (bandiera)  | C     | Christian Breuer    |
|    | Germania (bandiera)  | C     | Bodo Fuchs          |
|    | Germania (bandiera)  | C     | Winfried Mittrowski |
|    | Germania (bandiera)  | C     | Udo Nix             |
|    | Germania (bandiera)  | C     | Hans Siemensmeyer   |
|    | Germania (bandiera)  | C     | Hermann Straschitz  |
|    | Germania (bandiera)  | A     | Jürgen Bandura      |
|    | Germania (bandiera)  | A     | Karl-Heinz Esch     |
|    | Germania (bandiera)  | A     | Werner Gräber       |
|    | Germania (bandiera)  | A     | Fred Heiser         |
|    | Danimarca (bandiera) | A     | Kaj Poulsen         |
|    | Germania (bandiera)  | A     | Walter Rodekamp     |

## Organigramma societario
Area tecnica
- Allenatore: Horst Buhtz
- Allenatore in seconda:
- Preparatore dei portieri:
- Preparatori atletici:

## Calciomercato

### Sessione estiva
| Acquisti | Acquisti           | Acquisti             | Acquisti |
| R.       | Nome               | da                   | Modalità |
| -------- | ------------------ | -------------------- | -------- |
| D        | Peter Anders       | Arminia Hannover     |          |
| C        | Christian Breuer   | Alemannia Aquisgrana |          |
| A        | Kaj Poulsen        | Vejle                |          |
| C        | Hermann Straschitz | Borussia Dortmund    |          |

| Cessioni | Cessioni     | Cessioni  | Cessioni |
| R.       | Nome         | a         | Modalità |
| -------- | ------------ | --------- | -------- |
| C        | Fred Hoff    | Göttingen |          |
| A        | Heiner Klose | Göttingen |          |

## Risultati

### Bundesliga

#### Girone di andata
| Arbitro: | Siepe |

|                       |           |            |
| Dörfel 39’ Seeler 42’ | Marcatori | 10’ Gräber |

| Arbitro: | Wengenmayer |

|                              |           |  |
| Siemensmeyer 48’ Poulsen 49’ | Marcatori |  |

| Monaco di Baviera 3 settembre 1966, ore 16:00 CET 3ª giornata | Bayern Monaco | 0 – 0 referto | Hannover 96 | Stadion an der Grünwalder Straße (23 000 spett.)\| Arbitro: \| Hennig \| |
| Arbitro:                                                      | Hennig        |               |             |                                                                          |

| Arbitro: | Riegg |

|  |           |               |
|  | Marcatori | 50’, 79’ Koch |

| Arbitro: | Ott |

|                      |           |              |
| Breuer 3’ Gräber 48’ | Marcatori | 58’ Bronnert |

| Karlsruhe 24 settembre 1966, ore 16:00 CET 6ª giornata | Karlsruhe   | 0 – 0 referto | Hannover 96 | Wildparkstadion (20 000 spett.)\| Arbitro: \| Radermacher \| |
| Arbitro:                                               | Radermacher |               |             |                                                              |

| Arbitro: | Deuschel |

|                  |           |           |
| Siemensmeyer 67’ | Marcatori | 3’ Laumen |

| Arbitro: | Reil |

|                                |           |  |
| Hasebrink 18’ Lippens 45’, 85’ | Marcatori |  |

| Arbitro: | Spinnler |

|                         |           |  |
| Gräber 20’ Rodekamp 84’ | Marcatori |  |

| Arbitro: | Herden |

|                           |           |  |
| Görts 32’, 86’ Schütz 60’ | Marcatori |  |

| Arbitro: | Niemeyer |

|                              |           |                     |
| Siemensmeyer 23’ Bandura 71’ | Marcatori | 34’ Bründl 86’ Heiß |

| Arbitro: | Siebert |

|           |           |                |
| Flohe 22’ | Marcatori | 37’ Straschitz |

| Arbitro: | Eschweiler |

|                                              |           |                    |
| Siemensmeyer 6’, 23’ Poulsen 40’ Bandura 76’ | Marcatori | 18’ Ulsaß 75’ Maas |

| Arbitro: | Regely |

|             |           |                                |
| Sieloff 87’ | Marcatori | 22’ Mülhausen 30’ Siemensmeyer |

| Arbitro: | Linn |

|                                        |           |  |
| Straschitz 28’ Rodekamp 37’ Breuer 77’ | Marcatori |  |

| Arbitro: | Tschenscher |

|                                    |           |                |
| Herrmann 18’ (rig.) Blechinger 68’ | Marcatori | 59’ Straschitz |

| Arbitro: | Heumann |

|                               |           |             |
| Rodekamp 10’ Siemensmeyer 32’ | Marcatori | 14’ Anković |

#### Girone di ritorno
| Arbitro: | Schreiner |

|              |           |  |
| Rodekamp 77’ | Marcatori |  |

| Arbitro: | Riegg |

|                                    |           |  |
| Emmerich 45’ Schmidt 74’ Wosab 77’ | Marcatori |  |

| Arbitro: | Hoffmann |

|                           |           |            |
| Breuer 16’ Straschitz 85’ | Marcatori | 89’ Müller |

| Arbitro: | Betz |

|                   |           |  |
| Laszig 17’ (aut.) | Marcatori |  |

| Arbitro: | Malka |

|                    |           |                             |
| Solz 68’, 72’, 78’ | Marcatori | 43’, 48’ Bandura 87’ Breuer |

| Arbitro: | Eschweiler |

|                        |           |           |
| Rodekamp 43’, 71’, 73’ | Marcatori | 55’ Dobat |

| Arbitro: | Seiler |

|               |           |  |
| Rupp 70’, 86’ | Marcatori |  |

| Arbitro: | Regely |

|              |           |  |
| Rodekamp 25’ | Marcatori |  |

| Arbitro: | Baumgärtel |

|            |           |              |
| Müller 88’ | Marcatori | 38’ Rodekamp |

| Arbitro: | Niemeyer |

|                             |           |            |
| Bandura 6’ Siemensmeyer 54’ | Marcatori | 84’ Schütz |

| Arbitro: | Radermacher |

|                                    |           |  |
| Küppers 20’ Konietzka 30’ Heiß 32’ | Marcatori |  |

| Arbitro: | Jacobi |

|  |           |             |
|  | Marcatori | 64’ Thielen |

| Arbitro: | Schmidt |

|  |           |                  |
|  | Marcatori | 58’ Siemensmeyer |

| Arbitro: | Weyland |

|                          |           |                     |
| Gräber 1’ Straschitz 75’ | Marcatori | 25’ Weiß 43’ Köppel |

| Arbitro: | Wengenmayer |

|                                    |           |  |
| Rühl 40’ van Haaren 53’ Sabath 55’ | Marcatori |  |

| Arbitro: | Biwersi |

|             |           |                        |
| Bandura 81’ | Marcatori | 3’ Herrmann 14’ Neuser |

| Arbitro: | Hilker |

|              |           |  |
| Reitgassl 5’ | Marcatori |  |

### Coppa di Germania
| Arbitro: | Binder |

|                   |           |                |
| Rehhagel 35’, 51’ | Marcatori | 79’ Straschitz |

## Statistiche

### Statistiche di squadra
| Competizione      | Punti | In casa | In casa | In casa | In casa | In casa | In casa | In trasferta | In trasferta | In trasferta | In trasferta | In trasferta | In trasferta | Totale | Totale | Totale | Totale | Totale | Totale | DR |
| Competizione      | Punti | G       | V       | N       | P       | Gf      | Gs      | G            | V            | N            | P            | Gf           | Gs           | G      | V      | N      | P      | Gf     | Gs     | DR |
| ----------------- | ----- | ------- | ------- | ------- | ------- | ------- | ------- | ------------ | ------------ | ------------ | ------------ | ------------ | ------------ | ------ | ------ | ------ | ------ | ------ | ------ | -- |
| Bundesliga        | 34    | 17      | 11      | 3       | 3       | 30      | 17      | 17           | 2            | 5            | 10           | 10           | 29           | 34     | 13     | 8      | 13     | 40     | 46     | -6 |
| Coppa di Germania | -     | 0       | 0       | 0       | 0       | 0       | 0       | 1            | 0            | 0            | 1            | 1            | 2            | 1      | 0      | 0      | 1      | 1      | 2      | -1 |
| Totale            | 34    | 17      | 11      | 3       | 3       | 30      | 17      | 18           | 2            | 5            | 11           | 11           | 31           | 35     | 13     | 8      | 14     | 41     | 48     | -7 |

### Andamento in campionato
| Giornata  | 1  | 2 | 3 | 4  | 5 | 6  | 7 | 8  | 9  | 10 | 11 | 12 | 13 | 14 | 15 | 16 | 17 | 18 | 19 | 20 | 21 | 22 | 23 | 24 | 25 | 26 | 27 | 28 | 29 | 30 | 31 | 32 | 33 | 34 |
| --------- | -- | - | - | -- | - | -- | - | -- | -- | -- | -- | -- | -- | -- | -- | -- | -- | -- | -- | -- | -- | -- | -- | -- | -- | -- | -- | -- | -- | -- | -- | -- | -- | -- |
| Luogo     | T  | C | T | C  | C | T  | C | T  | C  | T  | C  | T  | C  | T  | C  | T  | C  | C  | T  | C  | T  | T  | C  | T  | C  | T  | C  | T  | C  | T  | C  | T  | C  | T  |
| Risultato | P  | V | N | P  | V | N  | N | P  | V  | P  | N  | N  | V  | V  | V  | P  | V  | V  | P  | V  | P  | N  | V  | P  | V  | N  | V  | P  | P  | V  | N  | P  | P  | P  |
| Posizione | 11 | 7 | 7 | 11 | 9 | 10 | 9 | 12 | 11 | 14 | 12 | 12 | 10 | 9  | 5  | 9  | 6  | 5  | 6  | 5  | 7  | 5  | 3  | 6  | 5  | 5  | 5  | 6  | 7  | 6  | 7  | 8  | 9  | 9  |

Legenda:

Luogo: C = Casa; T = Trasferta. Risultato: V = Vittoria; N = Pareggio; P = Sconfitta.

### Statistiche dei giocatori
| Giocatore       | Bundesliga | Bundesliga | Bundesliga  | Bundesliga | Coppa di Germania | Coppa di Germania | Coppa di Germania | Coppa di Germania | Totale   | Totale | Totale      | Totale     |
| Giocatore       | Presenze   | Reti       | Ammonizioni | Espulsioni | Presenze          | Reti              | Ammonizioni       | Espulsioni        | Presenze | Reti   | Ammonizioni | Espulsioni |
| --------------- | ---------- | ---------- | ----------- | ---------- | ----------------- | ----------------- | ----------------- | ----------------- | -------- | ------ | ----------- | ---------- |
| P. Anders       | 1          | 0          | 0           | 0          | 0                 | 0                 | 0                 | 0                 | 1        | 0      | 0           | 0          |
| J. Bandura      | 26         | 6          | 0           | 0          | 1                 | 0                 | 0                 | 0                 | 27       | 6      | 0           | 0          |
| S. Bena         | 28         | 0          | 0           | 0          | 1                 | 0                 | 0                 | 0                 | 29       | 0      | 0           | 0          |
| K. Bohnsack     | 9          | 0          | 0           | 0          | 0                 | 0                 | 0                 | 0                 | 9        | 0      | 0           | 0          |
| C. Breuer       | 30         | 4          | 0           | 0          | 1                 | 0                 | 0                 | 0                 | 31       | 4      | 0           | 0          |
| K. Esch         | 5          | 0          | 0           | 0          | 0                 | 0                 | 0                 | 0                 | 5        | 0      | 0           | 0          |
| B. Fuchs        | 0          | 0          | 0           | 0          | 0                 | 0                 | 0                 | 0                 | 0        | 0      | 0           | 0          |
| H. Grunenberg   | 0          | 0          | 0           | 0          | 0                 | 0                 | 0                 | 0                 | 0        | 0      | 0           | 0          |
| W. Gräber       | 27         | 4          | 0           | 0          | 1                 | 0                 | 0                 | 0                 | 28       | 4      | 0           | 0          |
| F. Heiser       | 2          | 0          | 0           | 0          | 0                 | 0                 | 0                 | 0                 | 2        | 0      | 0           | 0          |
| B. Kettler      | 15         | 0          | 0           | 0          | 0                 | 0                 | 0                 | 0                 | 15       | 0      | 0           | 0          |
| P. Kronsbein    | 0          | 0          | 0           | 0          | 0                 | 0                 | 0                 | 0                 | 0        | 0      | 0           | 0          |
| O. Laszig       | 30         | 0          | 0           | 0          | 1                 | 0                 | 0                 | 0                 | 31       | 0      | 0           | 0          |
| W. Mittrowski   | 17         | 0          | 0           | 0          | 1                 | 0                 | 0                 | 0                 | 18       | 0      | 0           | 0          |
| K. Mülhausen    | 26         | 1          | 0           | 0          | 1                 | 0                 | 0                 | 0                 | 27       | 1      | 0           | 0          |
| U. Nix          | 0          | 0          | 0           | 0          | 0                 | 0                 | 0                 | 0                 | 0        | 0      | 0           | 0          |
| H. Podlasly     | 34         | 0          | 0           | 0          | 1                 | 0                 | 0                 | 0                 | 35       | 0      | 0           | 0          |
| K. Poulsen      | 28         | 2          | 0           | 0          | 0                 | 0                 | 0                 | 0                 | 28       | 2      | 0           | 0          |
| W. Rodekamp     | 27         | 9          | 0           | 0          | 1                 | 0                 | 0                 | 0                 | 28       | 9      | 0           | 0          |
| H. Siemensmeyer | 34         | 9          | 0           | 0          | 1                 | 0                 | 0                 | 0                 | 35       | 9      | 0           | 0          |
| H. Steinwedel   | 5          | 0          | 0           | 0          | 0                 | 0                 | 0                 | 0                 | 5        | 0      | 0           | 0          |
| R. Stiller      | 2          | 0          | 0           | 0          | 0                 | 0                 | 0                 | 0                 | 2        | 0      | 0           | 0          |
| H. Straschitz   | 28         | 5          | 0           | 0          | 1                 | 1                 | 0                 | 0                 | 29       | 6      | 0           | 0          |
| H. Thomassek    | 0          | 0          | 0           | 0          | 0                 | 0                 | 0                 | 0                 | 0        | 0      | 0           | 0          |